# Petka
Petka és el nom de dues muntanyes que formen la part sud de la península que surt de Dubrovnik (Croàcia) cap a la mar Adriàtica. La més alta és la Velika Petka amb 192 metres i la de Mala Petka té 145 metres. La zona no està urbanitzada. L'extrem de la península per l'oest es diu Punta Petka. També és el nom d'un hotel emblemàtic del port de Gruz (port nord-occidental de Dubrovnik).